# Phelsuma inexpectata
Phelsuma inexpectata là một loài thằn lằn trong họ Gekkonidae. Loài này được Mertens mô tả khoa học đầu tiên năm 1966.

## Hình ảnh

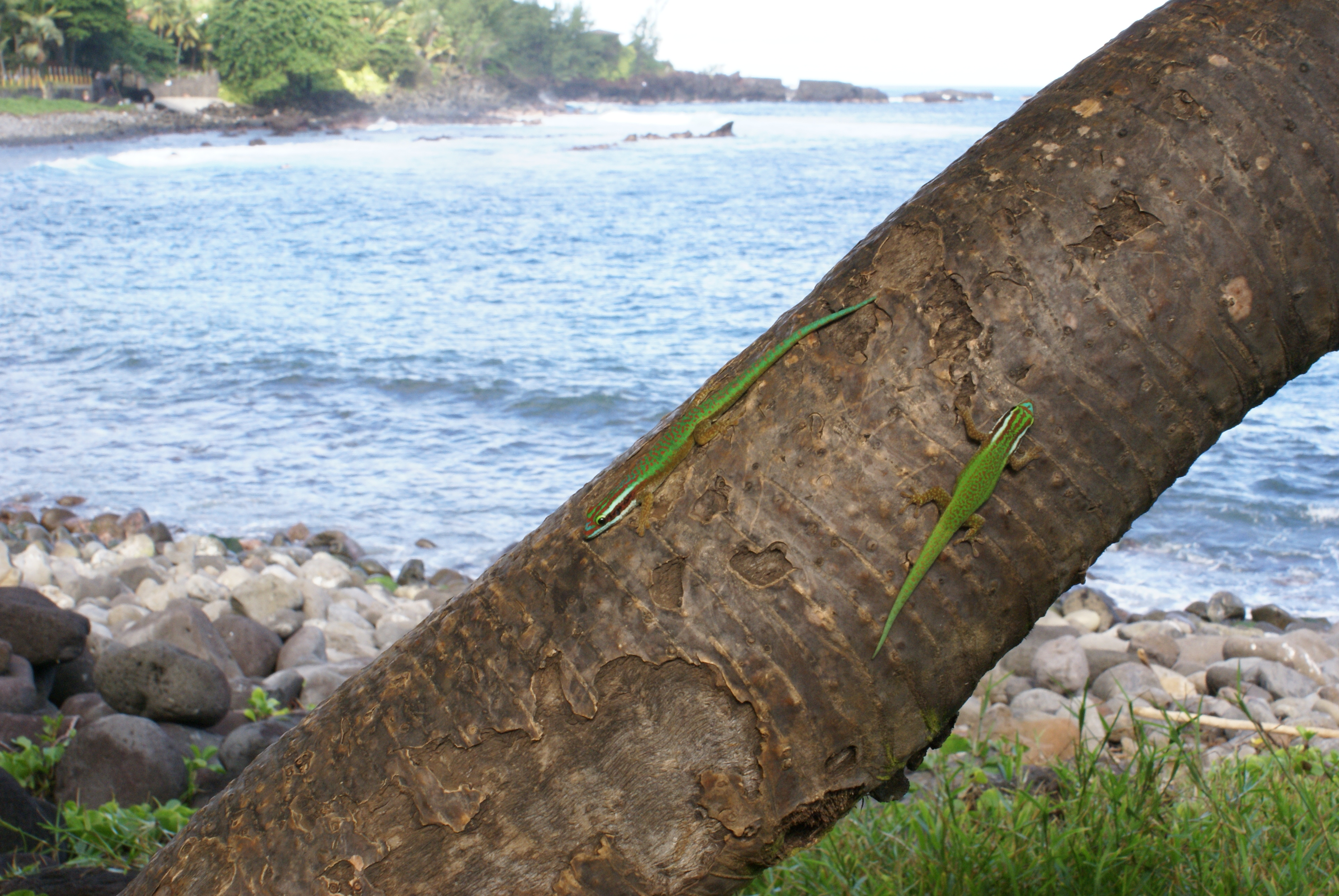
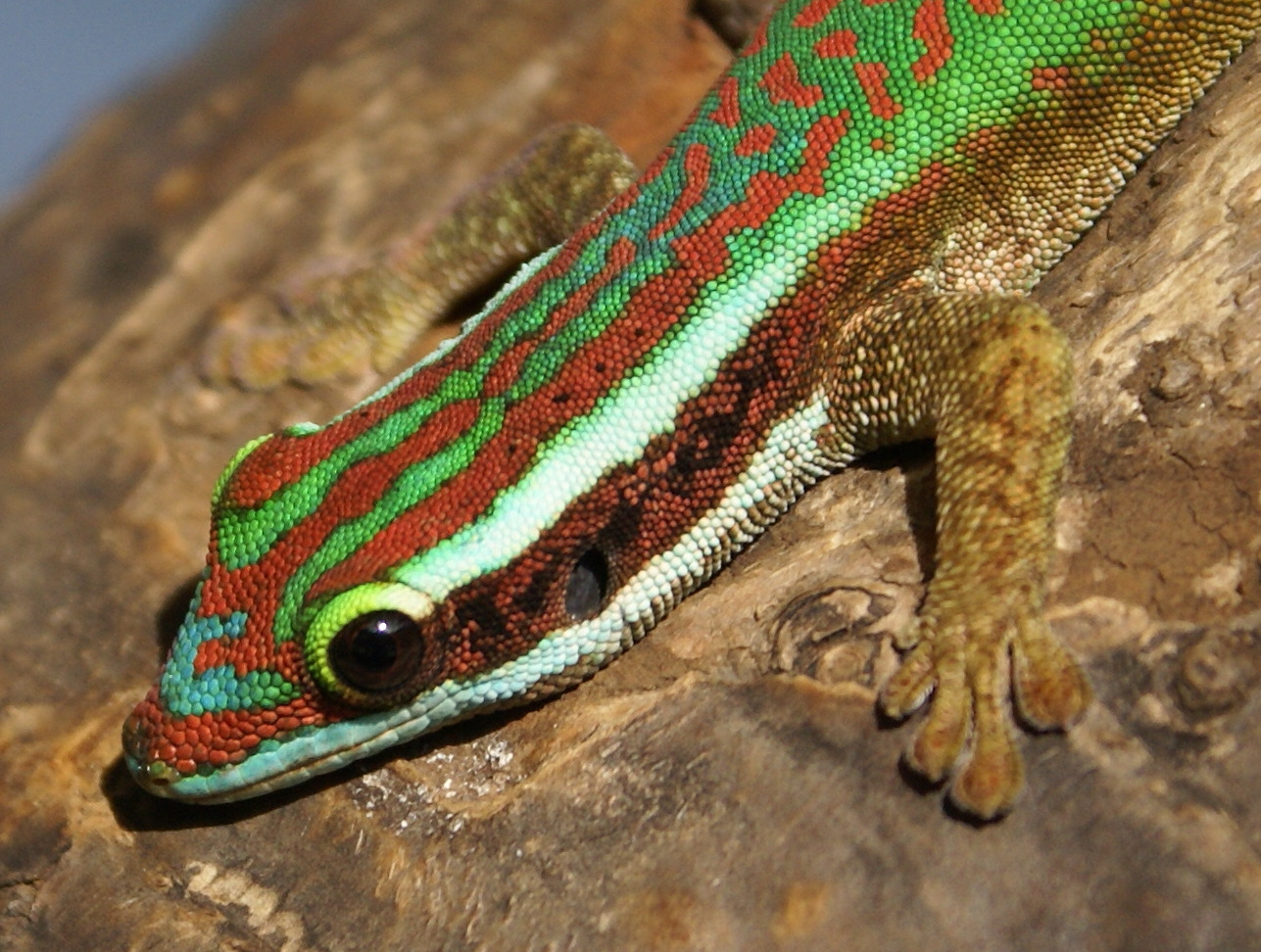
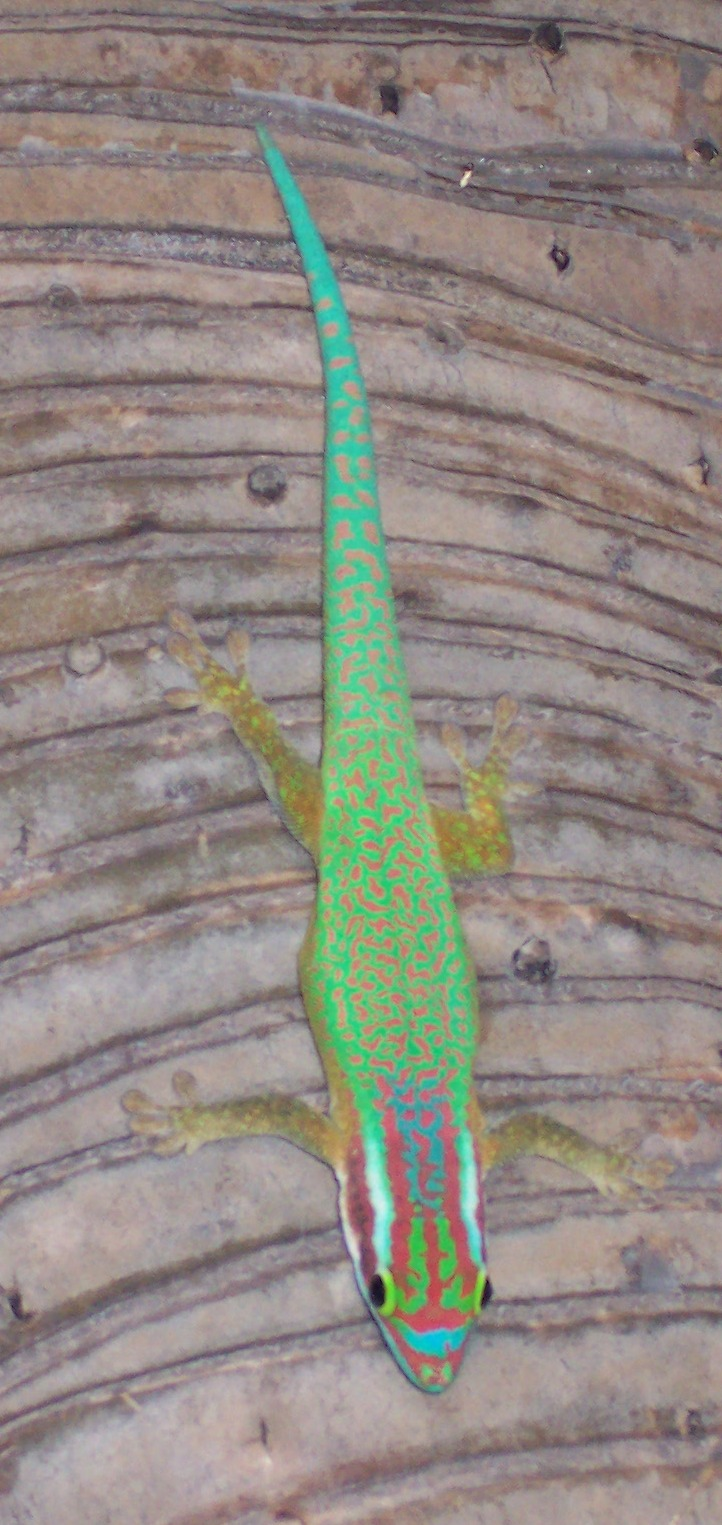